# Wrightia tinctoria
Wrightia tinctoria is een soort uit de maagdenpalmfamilie (Apocynaceae). De soort komt voor in India, Bangladesh en Myanmar. Het is een loofboom of struik van gemiddelde grootte en groeit in zowel droge als vochtige gebieden. 